# Босна и Херцеговина на Светском првенству у атлетици на отвореном 2017.
Босна и Херцеговина је на Светском првенству у атлетици на отвореном 2017. одржаном у Лондону од 4. до 13. августа, учествовала тринаести пут под овим именом, са тројицом атлетичара који су се такмичили у две атлетске дисциплине,
На овом првенству Босна и Херцеговина није освојила ниједну медаљу. Није било нових националних, личних рекорда и најбољих резултата сезоне.

## Учесници
Мушкарци:
- Амел Тука — Трка на 800 метара,  АК Зеница из Зенице
- Хамза Алић — Бацање кугле,  АК Зеница из Зенице
- Месуд Пезер — Бацање кугле

## Резултати

### Мушкарци
| Атлетичар   | Дисциплина   | Лични рекорд | Квалификације | Квалификације | Полуфинале           | Полуфинале           | Финале               | Финале        | Детаљи                                   |
| Атлетичар   | Дисциплина   | Лични рекорд | Резултат      | Место         | Резултат             | Место                | Резултат             | Место         | Детаљи                                   |
| ----------- | ------------ | ------------ | ------------- | ------------- | -------------------- | -------------------- | -------------------- | ------------- | ---------------------------------------- |
| Амел Тука   | 800 м        | 1:42,51 НР   | 1:46.54       | 5. гр. 6      | Није се квалификовао | Није се квалификовао | Није се квалификовао | 21. / 44 (49) |                                          |
| Хамза Алић  | Бацање кугле | 20,82        | 18,95         | 16, у гр. Б   |                      |                      | Није се квалификовао | 32. /32       | Архивирано на веб-сајту (15. април 2018) |
| Месуд Пезер | Бацање кугле | 21,40 НР     | 19,88         | 12 у гр. А    | 21. /32              |                      | Није се квалификовао |               | Архивирано на веб-сајту (15. април 2018) |